# POLR3D
POLR3D (англ. RNA polymerase III subunit D) – білок, який кодується однойменним геном, розташованим у людей на короткому плечі 8-ї хромосоми. Довжина поліпептидного ланцюга білка становить 398 амінокислот, а молекулярна маса — 44 396.
| 10         |  | 20         |  | 30         |  | 40         |  | 50         |
| ---------- |  | ---------- |  | ---------- |  | ---------- |  | ---------- |
| MSEGNAAGEP |  | STPGGPRPLL |  | TGARGLIGRR |  | PAPPLTPGRL |  | PSIRSRDLTL |
| GGVKKKTFTP |  | NIISRKIKEE |  | PKEEVTVKKE |  | KRERDRDRQR |  | EGHGRGRGRP |
| EVIQSHSIFE |  | QGPAEMMKKK |  | GNWDKTVDVS |  | DMGPSHIINI |  | KKEKRETDEE |
| TKQILRMLEK |  | DDFLDDPGLR |  | NDTRNMPVQL |  | PLAHSGWLFK |  | EENDEPDVKP |
| WLAGPKEEDM |  | EVDIPAVKVK |  | EEPRDEEEEA |  | KMKAPPKAAR |  | KTPGLPKDVS |
| VAELLRELSL |  | TKEEELLFLQ |  | LPDTLPGQPP |  | TQDIKPIKTE |  | VQGEDGQVVL |
| IKQEKDREAK |  | LAENACTLAD |  | LTEGQVGKLL |  | IRKSGRVQLL |  | LGKVTLDVTM |
| GTACSFLQEL |  | VSVGLGDSRT |  | GEMTVLGHVK |  | HKLVCSPDFE |  | SLLDHKHR   |

A: Аланін

C: Цистеїн

D: Аспарагінова кислота

E: Глутамінова кислота

F: Фенілаланін

G: Гліцин

H: Гістидин

I: Ізолейцин

K: Лізин

L: Лейцин

M: Метіонін

N: Аспарагін

P: Пролін

Q: Глутамін

R: Аргінін

S: Серин

T: Треонін

V: Валін

Кодований геном білок за функцією належить до фосфопротеїнів. 
Задіяний у таких біологічних процесах, як імунітет, вроджений імунітет, транскрипція, противірусний захист, ацетилювання. 
Локалізований у ядрі.